# Rudolf Kluger
Rudolf Kluger (* 15. September 1935 in Weidenau, Tschechoslowakei; † 16. September 1984 in Memmingen) war ein Politiker (CSU).
1945 wurde Kluger aus seiner sudetendeutschen Heimat vertrieben und kam nach Memmingen. Nach der Volksschule begann er eine Zimmermannslehre und machte die Gehilfenprüfung mit Staatspreis für beste handwerkliche und schulische Leistungen. In Abendkursen an der städtischen Abendmittelschule in München erwarb er die Mittlere Reife. Hinterher legte er den Meisterkurs an der Zimmereifachschule in Tübingen ab. Er war Jugendleiter der katholischen Jugend und Vorsitzender des Kreisjugendrings in Memmingen. 1958 trat er in die Bayerische Finanzverwaltung ein. Er studierte Steuerrecht an der Finanzfachhochschule in Herrsching am Ammersee und hatte nach der Abschlussprüfung verschiedene Tätigkeiten innerhalb der Finanzverwaltung inne. 1964 wurde er Betriebsprüfer, zur gleichen Zeit begann er ein Fernstudium der Theologie und Philosophie. Er war danach Steuerbevollmächtigter und ehrenamtliches Vorstandsmitglied einer gemeinnützigen Wohnungsbaugenossenschaft.
Kluger wurde 1966 Mitglied der CSU, für die er im Memminger Stadtrat saß. Von 1970 bis zu seinem Tod war er Abgeordneter des Bayerischen Landtags.